# L'ambizioso
L'ambizioso è un film del 1975 diretto da Pasquale Squitieri.

## Trama
L'orgoglio di un giovane contrabbandiere, fuggito da Napoli per non subire la vendetta di un boss camorrista, lo porta a ritornare in città dopo "l'esilio" romano. La vendetta sarà spietata, ma costerà la vita al giovane malvivente.

## Produzione
Il film è stato girato a Napoli. Alcune scene sono state riprese in un circuito di motocross che si trovava nei pressi di Quarto.

## Distribuzione
Distribuito nei cinema italiani il 18 febbraio 1975, L'ambizioso ha incassato complessivamente 638.368.060 lire dell'epoca.